# Liz Sheridan
Elizabeth Ann Sheridan (Rye, Nueva York, 10 de abril de 1929-Nueva York, 15 de abril de 2022), más conocida como Liz Sheridan, fue una actriz estadounidense. Es reconocida por sus papeles de Raquel Ochmonek en la serie de televisión ALF, como así también por el de Helen Seinfeld, madre de Jerry Seinfeld en la ficción de la serie televisiva Seinfeld.

## Primeros años
Fue la hija de Elizabeth Poole-Jones, concertista, y de Frank Sheridan, pianista de música clásica.
En su libro Dizzy & Jimmy: My Life With James Dean, Sheridan comentó que mientras trabajaba como bailarina en Nueva York conoció a James Dean, antes de que fuera famoso habrían mantenido una relación sentimental durante cuatro años e incluso se habrían comprometido. Sin embargo, cuando Dean logró formar parte del reparto de una obra que prometía ser exitosa, ellos se habrían separado.

## Carrera profesional
Empezó su carrera como bailarina en musicales y clubes nocturnos de Nueva York.
Alrededor de los años 1980 consiguió sus primeros papeles como actriz de reparto en series de televisión como Moonlighting, Kojak, The A-Team y Cagney & Lacey.
Su primer papel importante fue en 1986 con la serie de televisión de la cadena NBC ALF, hasta 1990. Ese mismo año, obtuvo el papel de Helen Seinfeld en la serie de televisión Seinfeld, hasta 1998.
En 2009 protagonizó junto a Andy Griffith, Doris Roberts, Paul Campbell y Marla Sokoloff la comedia romántica Play the Game, acerca de un joven mujeriego que enseña sus trucos de citas a su solitario viudo abuelo para volver a introducirse en el mundo de las citas después de una pausa de sesenta años, la película despertó cierta polémica por su escena de sexo octogenario entre Griffith y Sheridan.

## Vida privada
En 1960 conoció en Puerto Rico a William T. "Dale" Wales, un trompetista de jazz y escritor, con quien finalmente se casó en 1985. Tuvieron una hija, una fotógrafa en el Greenwich Village de Nueva York, de lo cual Sheridan ha dicho: «soy tan inmaternal, no puedo decirle, sigo siendo una niña en algún lugar de la flor. Mi hija era más amiga mía que mi propia hija la mayor parte de su vida».

### Fallecimiento
Falleció en la madrugada del 15 de abril de 2022 en su domicilio en Nueva York, por causas naturales.

## Filmografía
- The Rooneys
- Trim (2010)
- Play the Game (2008)
- The Blacksmith and the Carpenter (2007)
- Escape (2006)
- Surge of Power (2004)
- Now You Know (2002)
- Closing the Deal (2000)
- Just Add Water (1998)
- A Match Made in Heaven (1997)
- Wedding Bell Blues (1996)
- Always Say Goodbye (1996)
- A & P (1996)
- Forget Paris (1995)
- Deadline for Murder: From the Files of Edna Buchanan (1995)
- Life with Louie: A Christmas Surprise for Mrs. Stillman (1994)
- Brain Smasher... A Love Story (1993)
- Wishman (1993)
- Only You (1992)
- Changes (1991)
- Piece of Cake (1990)
- Dr. Ruth's House (1990)
- The Secret Life of Kathy McCormick (1988)
- Who's That Girl? (1987)
- Warm Hearts, Cold Feet (1987)
- ALF (1986)
- Sunday Drive (1986)
- Kate's Secret (1986)
- Legal Eagles (1986)
- A Year in the Life (1986)
- School Spirit (1985)
- Generation (1985)
- Sins of the Father (1985)
- Avenging Angel (1985)
- Santa Barbara (1984)
- The Cartier Affair (1984)
- Second Sight: A Love Story (1984)
- Nickel Mountain (1984)
- Star 80 (1983)
- Jekyll and Hyde... Together Again (1982)
- World War III (1982)

## Libros publicados
- Dizzy & Jimmy: My Life With James Dean, ISBN 0-06-039383-1